# Campagne d'Étolie
Guerre du Péloponnèse
Batailles
- Sybota
- Potidée
- Chalcis
- Patras
- Naupacte
- Mytilène
- Tanagra
- Étolie
- Olpae
- Idomene
- Pylos
- Sphactérie
- Délion
- Amphipolis
- Mantinée
- Mélos
- Expédition de Sicile
- Symi
- Érétrie
- Cynosséma
- Abydos
- Cyzique
- Notion
- Arginuses
- Aigos Potamos

La campagne d'Étolie est menée en 426 av. J.-C. pendant la guerre du Péloponnèse par l'armée du général athénien Démosthène et ses alliés Acarnaniens contre les tribus locales. Au cours de cette campagne, l'armée de Démosthène se perd dans les montagnes de la région et tombe dans une embuscade tendue par les tribus étoliennes. Thucydide évoque de lourdes pertes parmi les troupes alliées des Athéniens, qui perdent quant eux environ 120 hoplites avant de pouvoir se replier sur Naupacte.